# Pelomys
Pelomys (Peters, 1852) è un genere di Roditori della famiglia dei Muridi.

## Descrizione

### Dimensioni
Al genere Pelomys appartengono roditori di piccole dimensioni, con lunghezza della testa e del corpo tra 100 e 170 mm, la lunghezza della coda tra 100 e 183 mm e un peso fino a 150 g.

### Caratteristiche craniche e dentarie
Il cranio è robusto e presenta un rostro largo e corto, la regione inter-orbitale ampia, creste sopra-orbitali ben sviluppate e grandi bolle timpaniche. Il palato è stretto. Gli incisivi superiori sono attraversati ciascuno da un solco longitudinale, i molari sono massicci e possiedono larghe cuspidi, particolarmente nella fila centrale e più interna.
Sono caratterizzati dalla seguente formula dentaria:

### Aspetto
La pelliccia è ruvida, rigida e brillante, talvolta è presente un'iridescenza bruno-verdastra od olivastra e una striscia scura lungo la spina dorsale. La coda è generalmente lunga quanto la testa ed il corpo ed è ricoperta fittamente di peli. I piedi hanno il quinto dito fortemente ridotto e scarsamente più lungo dell'alluce, il quale è munito di un artiglio nelle specie Pelomys isseli e Pelomys hopkinsi, di un'unghia nelle altre specie. Le femmine hanno un paio di mammelle pettorali, un paio post-ascellari ed una o due paia inguinali.

## Distribuzione
Si tratta di roditori terricoli e parzialmente acquatici diffusi nell'Africa centrale.

## Tassonomia
Il genere comprende 5 specie.
- Sottogenere Pelomys - Il quinto dito del piede è più corto del quarto dito ed è munito di un'unghia appiattita.
  - Pelomys campanae
  - Pelomys fallax
  - Pelomys minor
- Sottogenere Komemys - Il quinto dito del piede è lungo quanto il quarto dito ed è munito di artiglio.
  - Pelomys hopkinsi
  - Pelomys isseli